# قط نابليون

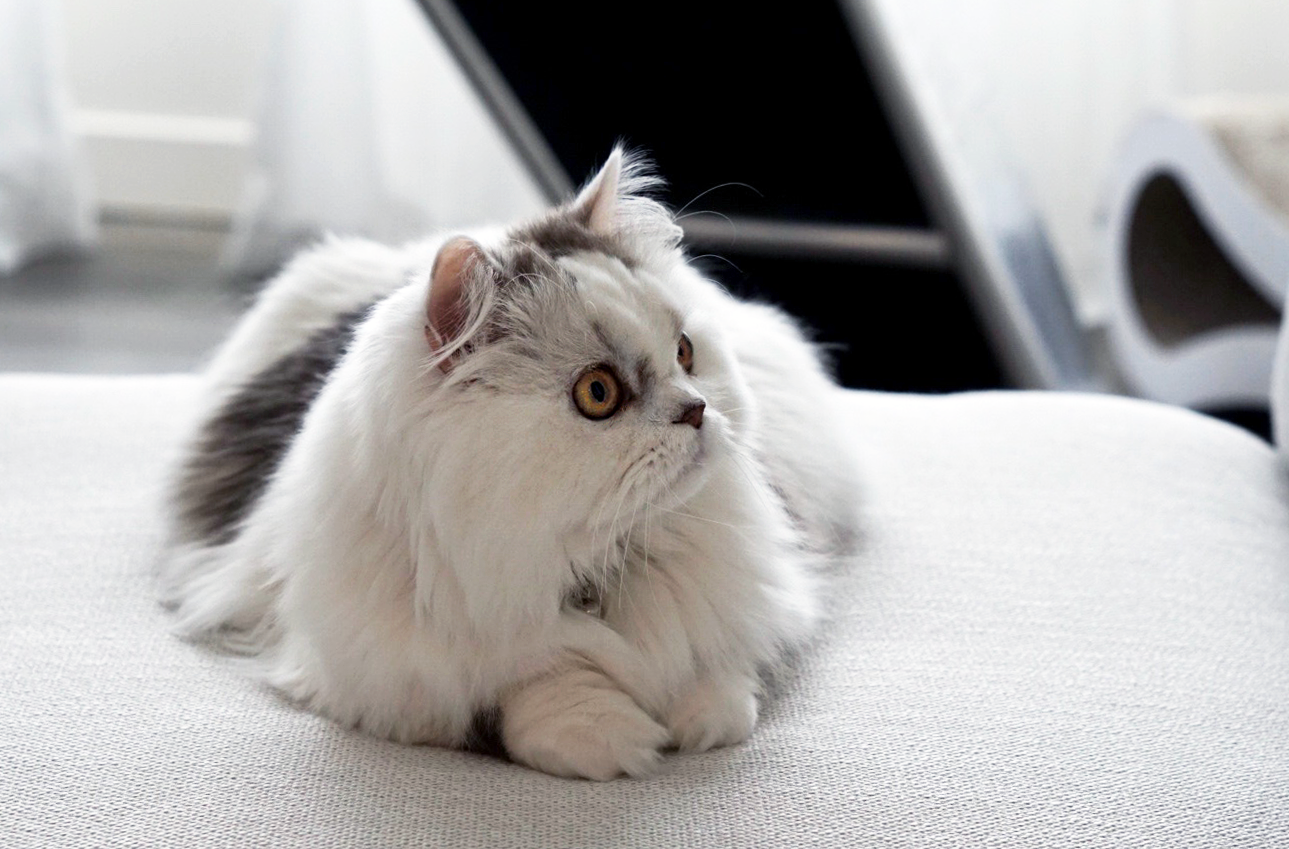

قط نابليون (بالإنجليزية: Napoleon cat)‏ ، هي سلالة قطط نتجت في 1996 من تهجين قط مونتشكين مع قط فارسي بواسطة جو سميث «Joe Smith» .